# Cyril Gadd
Cyril John Gadd, född 1893, död 1969, var en brittisk assyriolog.
Gadd var kustos vid British Museums assyrisk-egyptiska avdelning från 1919 och lektor i assyriologi vid King's College London från 1923. Han utgav bland annat band 36 och band 38–41 (1921–1931) av British Museums kilskriftstexter, det för den nyassyriska kronologin grundläggande arbetet The fall of Nineveh (1923), en lärobok i sumeriska (1924), The stones of Assyria (1936), om återupptäckten av reliefer och skulpturer från bland annat Nimrud och Ninive, och Ideas of divine rule in the ancient East (1948).